# Soh (district)

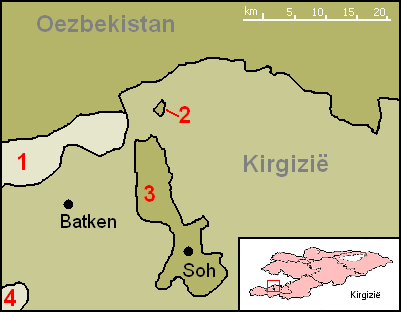
Soh met omringende gebieden:
1: Tadzjikistan
2: exclave Qalacha (Oezbekistan)
3: exclave Soh (Oezbekistan)
4: exclave Voroech (Tadzjikistan)

Soh is een Oezbeekse exclave liggend binnen het grondgebied van de Kirgizische oblast Batken en behorend bij de Oezbeekse provincie Fargʻona. De exclave heeft een oppervlakte van 325 km2 en tussen de 48.000 en 70.000 inwoners (tellingen zijn als sinds 1993 niet meer gedaan in dit gebied). De bevolking is overwegend Tadzjieks (99%) met een kleine minderheid van Kirgiezen en kent een zeer hoge bevolkingsgroei. De economie is gericht op de landbouw en bestaat vooral uit het verbouwen van rijst. Deze rijstvelden worden geïrrigeerd met water van de rivier de Soh.
De grenzen van het gebied worden misschien veranderd, omdat Oezbekistan een betere verbinding wil hebben met het gebied. Hierbij wordt er met Kirgizië onderhandeld over een gebied rond de Soh-rivier, waarbij ook de exclave Qalacha van Oezbekistan wordt betrokken. De bevolking van deze en de omringende gebieden is het hier echter niet mee eens. De regeringen van Oezbekistan en Kirgizië hebben namelijk in het geheim hierover besprekingen gevoerd, nadat Oezbekistan de stroom had afgesloten naar Kirgizië, om het land onder druk te zetten. Dit veroorzaakte grote stroomstoringen in het land en omdat het land voor stroom sterk afhankelijk is van Oezbekistan, was de regering wel genoodzaakt om erover te onderhandelen. De beide landen proberen een zo vreedzaam mogelijke oplossing voor het probleem te vinden, omdat ze elkaar economisch gezien nodig hebben. Tadzjikistan heeft vooralsnog geen claims gelegd op het gebied, ook al is het merendeel van de bevolking Tadzjieks.
De bevolking van de Vallei van Fergana, waar het gebied geografisch deel uitmaakt, is echter van mening dat er een soort van vrijhandelszone moet komen, zodat ze niet steeds geconfronteerd worden met grensbepalingen. Zij voeren al sinds eeuwen handel met andere gebieden binnen de Vallei van Fergana en zijn de dupe van de grensbepalingen die na het uiteenvallen van de Sovjet-Unie in 1991 ineens belangrijk werden. Er liggen bovendien meerdere mijnenvelden in het grensgebied tussen Kirgizië en Oezbekistan, die dodelijke ongelukken veroorzaken. Het grootste probleem binnen de regio is echter het islamitisch terrorisme dat sinds 1998 al vele slachtoffers heeft veroorzaakt.